# Język tai neua
Język tai neua, tai na, tai nua, tai dehong – język należący do grupy tajskiej, używany przez grupę etniczną Tai Neua, zamieszkującą południowe Chiny (540 tys.), Birmę (72 tys.), Laos (35 tys.) i Tajlandię.

## System fonologiczny

### Tony
W języku tai neua funkcjonuje sześć tonów:
- 1. wznoszący (24)
- 2. wysoki opadający (53) lub wysoki równy (55)
- 3. niski równy (11)
- 4. niski opadający (31)
- 5. średni opadający (43) lub wysoki opadający (53)
- 6. średni równy (33)